# サラダドレッシング
サラダドレッシング（英: salad dressing）は、サラダにかける液状の調味料。単にドレッシングと略される場合がある。

## 概要
粘性は高いものから低いものまで様々であり、酢・油・塩をベースに、香辛料・ハーブ・酒・砂糖等を加えて作られる。
日本ではこのほか、醤油などが加えられることがある（和風ドレッシング）。
油脂を全く含まず、増粘多糖類でとろみをつけた、脂質を全く、あるいはほとんど含まない低カロリーのサラダドレッシング、ノンオイルドレッシングも、大量生産の加工食品としては販売されている。ただしノンオイルドレッシングはJAS規格上は「ドレッシングタイプ調味料」に分類される。

## ドレッシングの日
8月24日がドレッシングの日として、日本記念日協会に登録された。

## サラダ・ドレッシングの例
サラダドレッシングは、国・地域・各家庭・レストラン毎に味が異なるため、販売されている加工食品の商品名称は「…風」を意味する言葉となる。
フレンチ・ドレッシング
アングロアメリカの甘酸っぱいドレッシングで、プレーンな白とトマト風味の赤がある。フランス本国でサラダドレッシングとして用いられるソース・ヴィネグレットは、日本では「フレンチドレッシング・セパレート」「セパレート・ドレッシング」などの名称で販売されている。
なお、フランス語にはドレッシングに該当する語は存在せず、種別ごとに呼称が存在する。ソース・ヴィネグレット、ベーコンソース、マヨネーズソースなど。

イタリアン・ドレッシング
水、酢またはレモン汁、油、塩、胡椒、砂糖、刻んだ玉葱やピーマン、ニンニク、オレガノ、フェンネル、ディルなどを混ぜ合わせたもの。色は黄色めで透明。これもアングロアメリカで生まれたドレッシングで、イタリア本国では見られない（イタリアではサラダに直接オリーブオイル、酢、塩、胡椒などを加えて混ぜて食する。初めから調味料のみを混合させた「ソース・ヴィネグレット」や「ドレッシング」と言う概念はない）。
ソース・ヴィネグレット
酢またはレモン汁などにサラダ油などを混ぜたものが基本であり、これにハーブその他の調味料を混ぜて変化をつけることもある。中東のサラダドレッシングはヴィネグレットと似ているが、ヨーロッパのヴィネグレットよりも油に対する酢やレモン汁の比率が高い。
サウザンドアイランドドレッシング
マヨネーズとケチャップをベースに、細かく刻んだ玉葱やピーマンなどの野菜やピクルスを加え、香辛料で風味を整える。日本では「サウザン（アイランド）」と呼ばれる場合がある。名称の由来には諸説ある。
- 刻んだ野菜や薬味がドレッシングに浮いているのをアメリカ（ニューヨーク州北部）とカナダ（オンタリオ州西部）の国境にあるサウザンド・アイランズ（Thousand Islands、「千の島々」）に見立てた
- ニューヨークのウォルドルフ＝アストリア・ホテルの経営者ジョージ・ボルトが、釣り場案内人の妻ソフィー・ラロンドが伝えたというドレッシングのレシピをある女優から聞いたのが、サウザンド・アイランズの別荘であったことから
- 1910年にシカゴのブラックストーン・ホテルでこのドレッシングを開発したソフィー・ラロンドの出身地がサウザンド・アイランズであったことから、女優のメイ・アーウィンが命名した

和風ドレッシング
青じそ風味、醤油ごま味、わさび醤油味、ゆず、わさび、ゴマ、七味など日本独特の食材を使用して作られる（発明者は日本人と推定される）。
ごまドレッシング
ごま油などで甘辛く味付けされており、サラダに合う（同上）。
ランチ・ドレッシング
アメリカ合衆国で見られるもの。サワークリームやバターミルク（発酵乳の一種）、マヨネーズなどに酢を混ぜ合わせ、刻み葱や香辛料を加えたもの。通常どろっとした濃度である。
ロシアンドレッシング
マヨネーズとケチャップを混ぜてベースとし、ホースラディッシュ、チェリーペッパー、チャイブ、香辛料を追加することが多い。